# Li Jong-ok
Li Jong-ok, en idioma coreano: 리종옥; (Hamgyong del Sur, 10 de enero de 1916 - 23 de septiembre de 1999) fue un político norcoreano que ocupó el cargo de primer ministro de Corea del Norte de 1977 a 1984.

## Trayectoria
Li fungió en varios puestos en el partido y en el gobierno durante el mandato de Kim, fue presidente del Comité de Planificación Estatal (1956-59), vice primer ministro (1960-70, 1976-77), presidente del Comité de Industria Pesada (1960-62, 1972-76), ministro de Industria metalúrgica y química (1962-64), energía e industria del carbón (1969-70) y minería (1972), presidente de la Academia de Ciencias (1965-67) y primer ministro (1977-84).
Li fue elegido miembro del Presidium en el VI Congreso del Partido del Trabajo de Corea (PTC), celebrado en 1980. Fue uno de los últimos antiguos revolucionarios que ayudaron a Kim Il-sung en la fundación de Corea del Norte. También fue vicepresidente desde 1984 hasta 1998, fecha en la que fue nombrado vicepresidente del Presidium de la Asamblea Suprema del Pueblo y dejó el cargo en octubre de 1997.
Fue miembro del Comité Central del Partido del Trabajo de Corea hasta el momento de su muerte, pero había sido desplazado de los círculos internos cuando Kim Jong-il sucedió a su padre en 1994. Li murió el 23 de septiembre de 1999. En su comité funerario estaban Kim Yong-nam, Pak Song-chol, Hong Song-nam y otros.

## Premios y reconocimientos
Recibió la Orden de Kim Il Sung, la Orden de la Bandera Nacional (primera clase), la Orden de la Libertad y la Independencia (primera clase) y otros honores.